# Uvorići
Uvorići – wieś w Bośni i Hercegowinie, w Federacji Bośni i Hercegowiny, w kantonie zenicko-dobojskim, w mieście Visoko. W 2013 roku liczyła 929 mieszkańców, z czego większość stanowili Boszniacy.